# Lijst van rijksmonumenten in Kloetinge
De plaats Kloetinge telt 65 inschrijvingen in het rijksmonumentenregister. Hieronder een overzicht.
| Object | Oorspronkelijke functie?  | Bouwjaar                           | Architect | Locatie                | Coördinaten?                  | Nr.?   | Afbeelding                                                    |
| --- | ------------------------- | ---------------------------------- | --------- | ---------------------- | ----------------------------- | ------ | ------------------------------------------------------------- |
| Baksteen woonhuis | Woonhuis                  | 18e eeuw en later                  |           | Abbekindersezandweg 4  | 51° 29' 4" NB, 3° 54' 52" OL  | 16410  | Meer afbeeldingen                                             |
| Dwarshuis met schuifvensters en voordeuromlijsting                                                                                                   | Woonhuis                  | 18e-19e eeuw                       |           | Geertesplein 3         | 51° 29' 55" NB, 3° 54' 60" OL | 16411  | Meer afbeeldingen                                             |
| Pastorie | Dienstwoning              | 1881                               |           | Geertesplein 4         | 51° 29' 55" NB, 3° 54' 60" OL | 16412  | Meer afbeeldingen                                             |
| Raadhuis | Overheidsgebouw           | 1881                               |           | Geertesplein 5         | 51° 29' 54" NB, 3° 54' 60" OL | 16413  | Meer afbeeldingen                                             |
| Pand zonder verdieping dwarspand van zes traveeën | Woonhuis                  | 1886                               |           | Geertesplein 9         | 51° 29' 53" NB, 3° 54' 59" OL | 16414  | Meer afbeeldingen                                             |
| School | Onderwijs en wetenschap   | 1838                               |           | Geertesplein 14        | 51° 29' 53" NB, 3° 54' 56" OL | 16415  | Meer afbeeldingen                                             |
| Pand zonder verdieping dwarshuis | Werk-woonhuis             | 19e-20e eeuw                       |           | Geertesplein 17        | 51° 29' 54" NB, 3° 54' 55" OL | 16416  | Meer afbeeldingen                                             |
| Dwarshuis eindigend met tuitgevel | Woonhuis                  | eerste kwart 19e eeuw              |           | Geertesplein 19        | 51° 29' 55" NB, 3° 54' 55" OL | 16417  | Dwarshuis eindigend met tuitgevel                             |
| Voormalig dorpscafé, herberg en rechthuis | Woonhuis                  | 16e eeuw (oorsprong)               |           | Geertesplein 21        | 51° 29' 56" NB, 3° 54' 56" OL | 16418  | Meer afbeeldingen                                             |
| Huis met tuitgevel | Woonhuis                  | vroeg 18e eeuw                     |           | Jachthuisstraat 9      | 51° 29' 53" NB, 3° 55' 2" OL  | 16419  | Huis met tuitgevel                                            |
| Eenvoudig dwarspand voordeur met bovenlicht | Woonhuis                  | eerste kwart 19e eeuw              |           | Jachthuisstraat 36     | 51° 29' 50" NB, 3° 55' 5" OL  | 16421  | Eenvoudig dwarspand voordeur met bovenlicht                   |
| Kloetingse Molen | Industrie- en poldermolen | 1704                               |           | Kapelseweg 13          | 51° 29' 49" NB, 3° 55' 16" OL | 16422  | Meer afbeeldingen                                             |
| Pandje onder een zadeldak met nr 17 | Woonhuis                  | eerste helft 19e eeuw              |           | Kapelseweg 15          | 51° 29' 49" NB, 3° 55' 17" OL | 16423  | Pandje onder een zadeldak met nr 17                           |
| Pandje onder een zadeldak met nr 15 | Woonhuis                  | eerste helft 19e eeuw              |           | Kapelseweg 17          | 51° 29' 49" NB, 3° 55' 18" OL | 16424  | Pandje onder een zadeldak met nr 15                           |
| Dwarshuis, 6-ruits schuiframen met rollagen | Werk-woonhuis             | 18e-19e eeuw                       |           | Geertesplein 15        | 51° 29' 53" NB, 3° 54' 56" OL | 16425  | Meer afbeeldingen                                             |
| Geerteskerk | Kerk en kerkonderdeel     | midden 13e eeuw                    |           | Geertesplein 24        | 51° 29' 54" NB, 3° 54' 58" OL | 16426  | Meer afbeeldingen                                             |
| Toren der Geerteskerk | Kerk en kerkonderdeel     | 1494                               |           | Geertesplein 24        | 51° 29' 54" NB, 3° 54' 56" OL | 16427  | Meer afbeeldingen                                             |
| Pand met tuitgevel | Woonhuis                  | 1616 (cijferankers)                |           | Geertesplein 1         | 51° 29' 55" NB, 3° 54' 59" OL | 16428  | Meer afbeeldingen                                             |
| 't Hoefje | Woonhuis                  | 1819                               |           | Lewestraat 6           | 51° 29' 57" NB, 3° 54' 49" OL | 16429  | Meer afbeeldingen                                             |
| Eenvoudig dwarshuis onder pannen-zadeldak | Woonhuis                  | 18e/19e eeuw                       |           | Marktveld 2            | 51° 29' 57" NB, 3° 54' 56" OL | 16430  | Meer afbeeldingen                                             |
| Huis met lijstgevel, met ingezwenkte top | Woonhuis                  | 18e/19e eeuw                       |           | Marktveld 3            | 51° 29' 57" NB, 3° 54' 56" OL | 16431  | Meer afbeeldingen                                             |
| Pand met langsgevel aan het marktveld met geverfde langsgevel                                                                                        | Woonhuis                  |                                    |           | Marktveld 8            | 51° 29' 59" NB, 3° 54' 58" OL | 16432  | Meer afbeeldingen                                             |
| Bescheiden verdiepingloos dorpspand met langsgevel aan het marktplein                                                                                | Woonhuis                  | 19e eeuw                           |           | Marktveld 9            | 51° 29' 59" NB, 3° 54' 58" OL | 16433  | Meer afbeeldingen                                             |
| Eenvoudig dwarspand dubbele woning | Woonhuis                  | eerste kwart 19e eeuw              |           | Marktveld 14           | 51° 29' 58" NB, 3° 54' 60" OL | 16434  | Meer afbeeldingen                                             |
| Bescheiden verdiepingloze boerenwoning | Boerderij                 | 19e-20e eeuw                       |           | Marktveld 15           | 51° 29' 58" NB, 3° 54' 60" OL | 16435  | Meer afbeeldingen                                             |
| Fors pand onder pannen schilddak, hoekschoorstenen                                                                                                   | Woonhuis                  | 18e eeuw, geboortehuis Buys Ballot |           | Marktveld 20           | 51° 29' 56" NB, 3° 54' 59" OL | 16436  | Meer afbeeldingen                                             |
| Gepleisterd dwarshuis, schuifvensters, voordeuromlijsting, pannen zadeldak                                                                           | Woonhuis                  |                                    |           | Jachthuisstraat 4      | 51° 29' 53" NB, 3° 55' 0" OL  | 16437  | Meer afbeeldingen                                             |
| Dwarshuis met vernieuwde voorgevel, schuifvensters, deur met bovenlicht, pannen zadeldak                                                             | Woonhuis                  |                                    |           | Jachthuisstraat 7      | 51° 29' 53" NB, 3° 55' 2" OL  | 16438  | Meer afbeeldingen                                             |
| Lang dwarshuis, 9-ruits schuifvensters, pannen zadeldak                                                                                              | Woonhuis                  |                                    |           | Jachthuisstraat 8      | 51° 29' 53" NB, 3° 55' 2" OL  | 16439  | Meer afbeeldingen                                             |
| Dwarshuis, schuifvensters, pannen zadeldak | Woonhuis                  |                                    |           | Jachthuisstraat 12     | 51° 29' 52" NB, 3° 55' 2" OL  | 16440  | Meer afbeeldingen                                             |
| Dwarshuis, schuifvensters, pannen zadeldak, aangebouwd schuurtje                                                                                     | Woonhuis                  |                                    |           | Jachthuisstraat 14     | 51° 29' 52" NB, 3° 55' 3" OL  | 16441  | Meer afbeeldingen                                             |
| Dwarshuis, schuifvensters, bovenlicht, pannen zadeldak                                                                                               | Woonhuis                  |                                    |           | Jachthuisstraat 16     | 51° 29' 52" NB, 3° 55' 3" OL  | 16442  | Meer afbeeldingen                                             |
| Dwarshuis | Woonhuis                  | 18e-19e eeuw                       |           | Geertesplein 16        | 51° 29' 53" NB, 3° 54' 55" OL | 16444  | Dwarshuis                                                     |
| Hof Ravestein | Boerderij                 | 18e eeuw                           |           | Noordeinde 5           | 51° 30' 2" NB, 3° 54' 58" OL  | 16445  | Meer afbeeldingen                                             |
| Klein dwarshuisje aangebouwd tegen nr 1 | Woonhuis                  | eerste helft 19e eeuw              |           | Oostkeure 3            | 51° 29' 52" NB, 3° 54' 59" OL | 16446  | Klein dwarshuisje aangebouwd tegen nr 1                       |
| Zwart geteerde gepotdekselde houten schuur met pannen zadeldak                                                                                       | Boerderij                 | 19e eeuw                           |           | Oostkeure bij 1        | 51° 29' 52" NB, 3° 54' 59" OL | 16447  | Meer afbeeldingen                                             |
| Dwarshuis, 6-ruits schuifvensters met rollagen onder en boven                                                                                        | Woonhuis                  |                                    |           | Oostkeure 1            | 51° 29' 52" NB, 3° 54' 59" OL | 16448  | Dwarshuis, 6-ruits schuifvensters met rollagen onder en boven |
| Hof Welgelegen | Boerderij                 | 1764                               |           | Pykeswegje 1           | 51° 29' 7" NB, 3° 54' 4" OL   | 16449  | Hof Welgelegen                                                |
| Verhoogd gelegen hofstede | Boerderij                 |                                    |           | Noordeinde 4           | 51° 30' 2" NB, 3° 54' 56" OL  | 386771 | Verhoogd gelegen hofstede                                     |
| Terrein waarin een vluchtberg/kasteelberg | Archeologisch monument    | 10e-13e eeuw                       |           | Marktveld              | 51° 29' 57" NB, 3° 55' 4" OL  | 45129  | Upload foto                                                   |
| Terrein waarin een vluchtberg/kasteelberg | Archeologisch monument    | 10e-13e eeuw                       |           | 't Hof Blaemskinderen, | 51° 28' 20" NB, 3° 54' 18" OL | 45204  | Terrein waarin een vluchtberg/kasteelberg                     |
| Terrein waarin een vluchtberg/kasteelberg | Archeologisch monument    | 10e-13e eeuw                       |           | De Groe                | 51° 28' 52" NB, 3° 54' 15" OL | 45561  | Terrein waarin een vluchtberg/kasteelberg                     |
| Terrein waarin overblijfselen van het slot ravensteyn                                                                                                | Archeologisch monument    | ca. 14e eeuw                       |           | Hofstede Ravensteyn    | 51° 30' 2" NB, 3° 55' 1" OL   | 47524  | Upload foto                                                   |
| Hof den Berg: hoofdgebouw | Woonhuis                  | 1890                               |           | Kapelseweg 61          | 51° 29' 41" NB, 3° 55' 58" OL | 507840 | Upload foto                                                   |
| Hof den Berg: bakhuis annex zomerhuis | Boerderij                 | 1890                               |           | Kapelseweg 61          | 51° 29' 41" NB, 3° 55' 58" OL | 507841 | Upload foto                                                   |
| Hof den Berg: dwarsdeelschuur | Boerderij                 | 1890                               |           | Kapelseweg 61          | 51° 29' 42" NB, 3° 56' 0" OL  | 507842 | Upload foto                                                   |
| Hof den Berg: houten wagenschuur | Boerderij                 | 1890                               |           | Kapelseweg 61          | 51° 29' 42" NB, 3° 56' 0" OL  | 507843 | Upload foto                                                   |
| Elsa Hoeve | Woonhuis                  | 1890                               |           | Stelleweg 2            | 51° 30' 35" NB, 3° 54' 34" OL | 507845 | Meer afbeeldingen                                             |
| Elsa Hoeve: dwarsdeelschuur | Boerderij                 | 1890                               |           | Stelleweg 2            | 51° 30' 35" NB, 3° 54' 34" OL | 507846 | Elsa Hoeve: dwarsdeelschuur                                   |
| Elsa Hoeve: bakhuis | Boerderij                 | 1890                               |           | Stelleweg 2            | 51° 30' 35" NB, 3° 54' 34" OL | 507847 | Elsa Hoeve: bakhuis                                           |
| Elsa Hoeve: varkenshok | Boerderij                 | 1890                               |           | Stelleweg 2            | 51° 30' 35" NB, 3° 54' 34" OL | 507848 | Elsa Hoeve: varkenshok                                        |
| Elsa Hoeve: wagenschuur | Boerderij                 | 1890                               |           | Stelleweg 2            | 51° 30' 35" NB, 3° 54' 34" OL | 507849 | Elsa Hoeve: wagenschuur                                       |
| Grote vrijstaande villa | Dienstwoning              | 1896                               |           | Marktveld 5            | 51° 29' 58" NB, 3° 54' 56" OL | 507857 | Meer afbeeldingen                                             |
| Eenvoudig, in ambachtelijk-traditionele trant gebouwd koetshuis, omstreeks het begin van de twintigste eeuw gebouwd bij de enkele jaren oudere villa | Bijgebouwen kastelen enz. | 1900-1910                          |           | Marktveld 5            | 51° 29' 58" NB, 3° 54' 56" OL | 507858 | Upload foto                                                   |
| Villa | Woonhuis                  | 1925-1926                          |           | Marktveld 19           | 51° 29' 56" NB, 3° 54' 59" OL | 507860 | Meer afbeeldingen                                             |
| Kloetinge: koetshuis | Bijgebouwen kastelen enz. | 1851                               |           | Marktveld 18           | 51° 29' 57" NB, 3° 54' 59" OL | 507861 | Meer afbeeldingen                                             |
| Kloetinge: koetsierswoning | Bijgebouwen kastelen enz. | 1893                               |           | Marktveld 17           | 51° 29' 57" NB, 3° 54' 59" OL | 507862 | Meer afbeeldingen                                             |
| Kloetinge: tuin met tuinelementen, begroeiing, kasteelberg en gracht                                                                                 | Tuin, park en plantsoen   | 1850-1900                          |           | Marktveld bij 19       | 51° 29' 56" NB, 3° 54' 59" OL | 507863 | Upload foto                                                   |
| Hoeve Tervaeten | Boerderij                 | 1700-1800                          |           | Tervatenseweg 42       | 51° 30' 0" NB, 3° 55' 32" OL  | 522162 | Meer afbeeldingen                                             |
| Jachthuis Kloetinge: hoofdgebouw | Kasteel, buitenplaats     | 1871-1888                          |           | Jachthuisstraat 15     | 51° 29' 56" NB, 3° 55' 9" OL  | 530970 | Meer afbeeldingen                                             |
| Jachthuis Kloetinge: historische tuin- en parkaanleg                                                                                                 | Tuin, park en plantsoen   | 1871-1875                          |           | Jachthuisstraat bij 15 | 51° 29' 57" NB, 3° 55' 11" OL | 530971 | Upload foto                                                   |
| Jachthuis Kloetinge: hazenhok | Bijgebouwen kastelen enz. | 1889                               |           | Jachthuisstraat bij 15 | 51° 29' 56" NB, 3° 55' 9" OL  | 530972 | Upload foto                                                   |
| Jachthuis Kloetinge: boerderij weltevreden | Boerderij                 | eind 17e eeuw                      |           | Jachthuisstraat 17     | 51° 29' 52" NB, 3° 55' 6" OL  | 530973 | Meer afbeeldingen                                             |
| Jachthuis Kloetinge: toegangshek | Erfscheiding              |                                    |           | Jachthuisstraat bij 15 | 51° 29' 56" NB, 3° 55' 9" OL  | 530974 | Upload foto                                                   |
| Jachthuis Kloetinge: vijf zandstenen sokkels en drie zandstenen tuinvazen                                                                            | Tuin, park en plantsoen   | 19e eeuw                           |           | Jachthuisstraat bij 15 | 51° 29' 56" NB, 3° 55' 8" OL  | 530975 | Upload foto                                                   |